# Debora Weigert

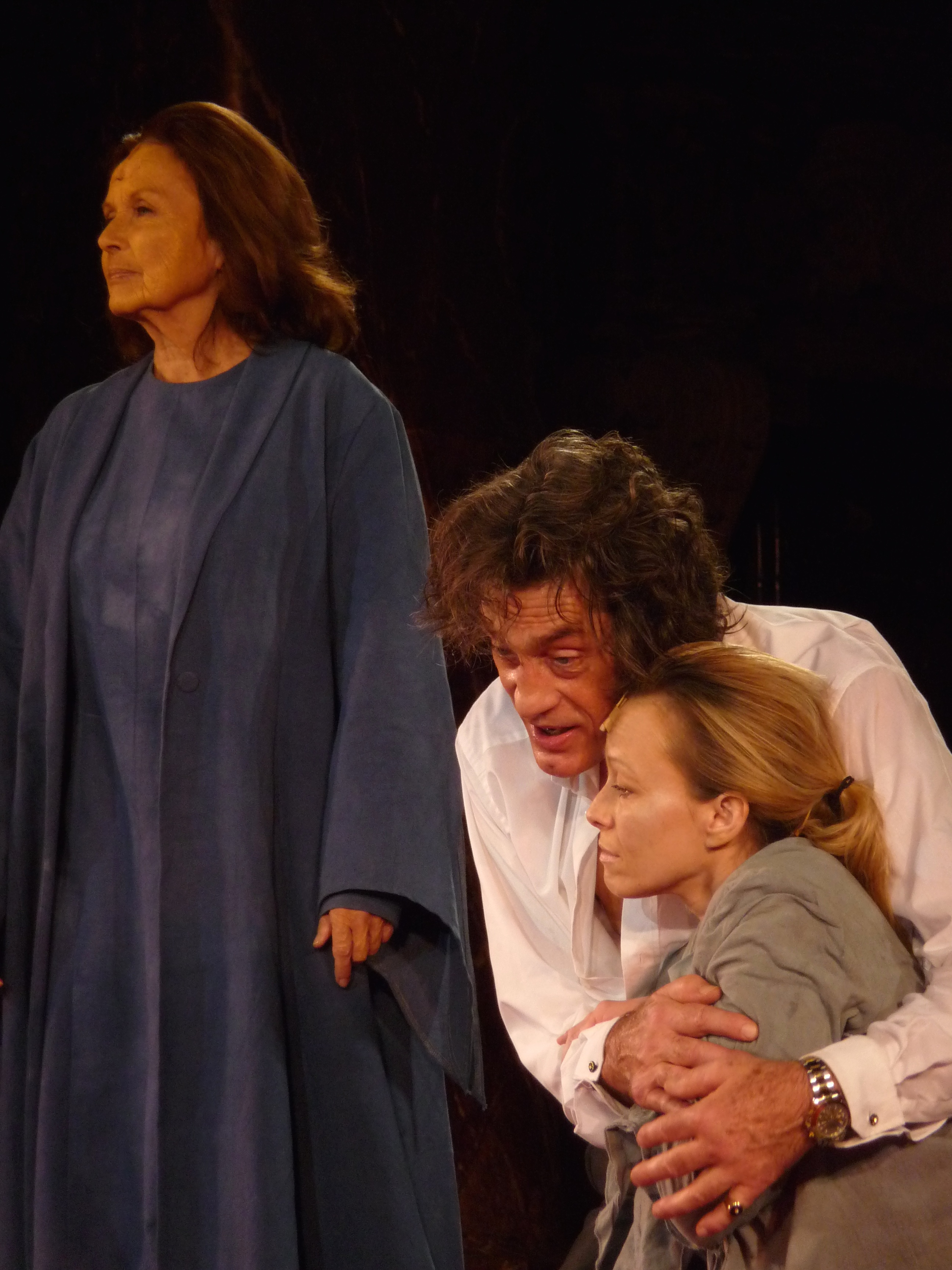
Debora Weigert (rechts) mit Brigitte Grothum und Winfried Glatzeder bei den Jedermann-Festspielen im Berliner Dom, 2010

Debora Weigert (* 7. Mai 1969 in West-Berlin) ist eine deutsche Schauspielerin, Synchronsprecherin und Synchronregisseurin und lebt in Berlin.

## Leben und Wirken
Debora Weigert ist die Tochter der Schauspielerin und Regisseurin Brigitte Grothum und des Orthopäden und Hochschullehrers Manfred Weigert. Ihr Bruder Tobias Weigert ist Aufnahmeleiter in Berlin. Bereits während ihrer Schulzeit übernahm sie 1986 eine erste Synchronrolle in den Serien Starsky & Hutch sowie eine der Hauptrollen in Love Boat. Nach ihrem Abitur absolvierte sie von 1992 bis 1994 ein Schauspielstudium im Schauspielstudio von Maria Körber in Berlin und erhielt anschließend Gesangsunterricht bei dem Musicaldarsteller Léon van Leeuwenberg.
Weigert wirkte in Theaterproduktionen an Berliner Bühnen mit, darunter am Theater am Kurfürstendamm, dem Berliner Kriminal Theater, dem Renaissance- und dem Hebbel-Theater sowie dem Schlosspark Theater. Gastspieltourneen führten sie an Spielstätten in Frankfurt am Main, München und der Schweiz. Von 1988 bis 2014 spielte sie außerdem regelmäßig bei den Berliner Jedermann-Festspielen, unter der Regie ihrer Mutter zuletzt als die guten Werke.
Fernsehgastrollen erhielt sie in Serien wie Gute Zeiten, schlechte Zeiten, SOKO Leipzig, SOKO Wismar, SOKO Kitzbühel, Rosa Roth, Familie Sonnenfeld, Mord in bester Gesellschaft und Die Patriarchin. Ferner im TV-Film Eine Chance für die Liebe, im Kinofilm Phantomschmerz sowie im Film Matze, Kebab und Sauerkraut. Zudem ist sie im Bereich der Filmsynchronisation und seit 2014 in der Synchronregie tätig.
Weigert trat auch in Lesungen auf und wirkte in zahlreichen Hörproduktionen mit, u. a. als Erzählerin in der Hörbuchversion des Romans Cosimo von Magdalen Nabb und im Hörspiel Berlin Airlift von Felix Huby und Ulrich Werner Grimm. 2010 las sie die Uraufführung Ich an dich von Dinah Nelken unter der Regie von Horst Naumann. Sie wirkte in Hörspielen u. a. in Der Hund der Baskervilles (Regie Bastian Pastewka) und Benjamin Blümchen mit. 2015 gründete sie mit ihrer Mutter ein eigenes Live-Hörspiel-Projekt, dessen Aufführungen mit einem wechselnden Ensemble an verschiedenen Spielstätten stattfinden. Bisherige Aufführungen waren nach den Romanvorlagen von Edgar Wallace Die seltsame Gräfin, Das Gasthaus an der Themse, Das indische Tuch, Der Hexer, Die toten Augen von London, sowie Mein Freund Harvey von Mary Chase.

## Theater (Auswahl)
- 1989–2011: Jedermann an verschiedenen Spielstätten in Deutschland und der Schweiz (Regie: Brigitte Grothum)
- 1992: Der Kaiser vom Potsdamer Platz am Hansa Theater (Regie: Klaus Gendries)
- 1997–1998: Achtung, fertig, arbeitslos mit Wolfgang Gruner bei den Stachelschweinen (Regie: Wolfgang Gruner)
- 2000: Da wird Daddy staunen mit Gunther Philipp am Theater am Kurfürstendamm sowie
- 2001–2002: Da wird Daddy staunen mit Gunther Philipp, Münchner Kleine Komödie am Max II (Regie: Horst Johanning)
- 2001: Die Mausefalle am Berliner Kriminal Theater (Regie: Wolfgang Rumpf)
- 2001: Ein Sommerabend im Wintergarten am Berliner Kriminal Theater (Regie: Wolfgang Rumpf)
- 2003: Der keusche Lebemann, Tournee (Regie: Hartmut Ostrowsky)
- 2004: Augen zu und durch, Die Komödie Frankfurt (Regie: Claus Helmer)
- 2004: Wie wär´s denn ?, Tournee (Regie: Jürgen Wölffer)
- 2007: Rock ´n Roll am Renaissance-Theater (Regie: Antoine Uitdehaag)
- 2009: Zimmer frei, Tournee (Regie: Ursula Karusseit)
- 2009: Loriots dramatische Werke, Tribüne (Regie: G.D.)
- 2010: Arsen und Spitzenhäubchen, Schlosspark Theater (Regie: Ottokar Runze)
- 2011–2013: Ein seltsames Paar, Schlossparktheater Berlin (Regie: Adelheid Müther)
- 2013: Ein Mann fürs Grobe, Schlosspark Theater Berlin (Regie: Frank-Lorenz Engel, Übernahme)
- 2015: Und alles auf Krankenschein, Schlosspark Theater (Regie: Anatol Preisler)
- 2015: Einer flog über das Kuckucksnest, Schlosspark Theater, (Regie: Michael Bogdanov)
- 2022: Monsieur Claude und seine Töchter Teil 2, Schlosspark Theater, (Regie: Philip Tiedemann)

## Synchronrollen (Auswahl)

### Synchronisierte Schauspielerinnen
| Kelly Rutherford - 2003–2004: Threat Matrix – Alarmstufe Rot (Fernsehserie) als Special Agent Frankie Ellroy-Kilmer - 2005–2006: E-Ring - Military Minds (Fernsehserie) als Samantha „Sonny“ Liston - 2007: E-Ring – Military Minds (Fernsehserie) als Samantha „Sonny“ Liston - 2007–2012: Gossip Girl (Fernsehserie) als Lily Van der Woodsen - 2008: Threat Matrix – Alarmstufe Rot (Fernsehserie) als Special Agent Frankie Ellroy–Kilmer - 2009–2013: Gossip Girl (Fernsehserie) als Lily van der Woodsen - 2014–2016: Detective Laura Diamond (Fernsehserie) als Lisa Hanlon - 2015–2018: Quantico (Fernsehserie) als Laura Wyatt - 2018–2019: Gone (Fernsehserie) als Kicks Mutter - seit 2017: Der Denver-Clan (Fernsehserie) als Melissa Daniels Christina Hendricks - 2009: Life (Fernsehserie) als Olivia - 2009–2015: Mad Men (Fernsehserie) als Joan Holloway - 2014: Lost River als Billy - 2016: Bad Santa 2 als Diane Hastings - 2016: The Neon Demon als Roberta - 2017: Das krumme Haus als Brenda Leonides - 2018–2019: Tin Star (Fernsehserie) als Elizabeth Bradshaw - 2018–2022: Good Girls (Fernsehserie) als Beth Boland - 2021: Solar Opposites als Cherie - 2023: The Storied Life of A.J. Fikry als Ismay Evans - 2025: Good american Family als Cynthia Mans Elizabeth Banks - 2002: Spider-Man als Mrs. Betty Brant - 2003: Seabiscuit – Mit dem Willen zum Erfolg als Marcela Howard - 2003: Stürmische Liebe – Swept Away als Debi - 2004: Spider-Man 2 als Mrs. Betty Brant - 2007: Spider-Man 3 als Mrs. Betty Brant - 2008: Zack and Miri Make a Porno als Miri - 2010–2014: 30 Rock (Fernsehserie) als Avery Jessup - 2012: Was passiert, wenn’s passiert ist als Wendy Teri Polo - 2000: Chicago Hope – Endstation Hoffnung (Fernsehserie) als Sarah Jane Petty - 2014–2018: The Fosters (Fernsehserie) – als Stef Foster - 2016: Castle (Fernsehserie) als Kayla Baron - 2015–2019: The Fosters (Fernsehserie) als Stef Foster - 2021–2023: Good Trouble (Fernsehserie) als Stef Foster - 2021: Lass es, Larry! (Fernsehserie) als Rita Samantha Quan - 2012: CSI: Miami (Fernsehserie) als Jane Bartlett - 2013: CSI: NY (Fernsehserie) als Joanne Cho - 2013: Dr. House (Fernsehserie) als Nicole - 2013: CSI: NY (Fernsehserie) als Kimmy - 2018–2019: Elementary (Fernsehserie) als Lin Wen Rachel Nichols - 2011–2012: Criminal Minds (Fernsehserie) als Ashley Seaver - 2015: Rush (Fernsehserie) als Corrinne Rush Sandrine Holt - 2013–2014: House of Cards (Fernsehserie) als Gillian Cole - 2014: Hostages (Fernsehserie) als Sandrine Renault Ellen Hillingsø - 2015: Hjørdis (Fernsehserie) als Helle Uggerby - 2015–2016: Rita (Fernsehserie) als Helle |

### Filme
- 1992: Shootfighter – Maryam d’Abo als Cheryl Walker
- 1994: Color of Night – Jane March als Rose/Bonnie
- 1995: Clueless – Was sonst! – Elisa Donovan als Amber
- 1997: Noch dümmer – Charlize Theron als Billie Tyler
- 1998: I Want You – Rachel Weisz als Helen
- 2000: Ey Mann, wo is’ mein Auto? – Kristy Swanson als Christie Boner
- 2001: Tomcats – Kam Heskin als Kimberly
- 2003: Manhattan Love Story – Maddie Corman als Leezette
- 2009: Ice Age 3 – Die Dinosaurier sind los – Maile Flanagan als Aardvark Mutter
- 2010: Mrs. Miracle 2 – Ein zauberhaftes Weihnachtsfest – Catherine Lough Haggquist als Clair
- 2011: Aschenputtel – Noemie Carcaud als Fee
- 2021: OSS 117 - Liebesgrüße aus Afrika  – Natacha Lindinger  als Micheline Pierson
- 2023: Die Casagrandes – Der Film  – Kate del Castillo   als Sisiki
- 2024: Double Life – Kaaren de Zilva   als Lisa Roberts
- 2025: Kneecap – Simone Kirby als Dolores

### Serien (Auswahl)
- 1986–1987: Love Boat – Jill Whelan als Vick Stubing
- 1979: Starsky und Hutch – Melanie Griffith als Julie McDermott
- 1984–1986: Wer ist hier der Boss? – Alyssa Milano als Samantha Micelli
- 2002–2004: Coupling – Wer mit wem? – Sarah Alexander als Susan Walker
- 1997–1999: Emergency Room – Die Notaufnahme – Maria Bello als Dr. Anna Del Amico
- 2008: Vanished – Ming-Na Wen als Agent Lin Mei
- 2008: Criminal Minds – Kari Matchett als Amy Bridges
- 2008–2012: Entourage – Constance Zimmer als Dana Gordon
- 2008–2014: Star Wars: The Clone Wars – Anna Graves als Satine Kryze
- 2009: Painkiller Jane – Kristanna Loken als Jane Vasco
- 2009: Underbelly – Krieg der Unterwelt – Kat Stewart als Roberta Williams
- 2010: Ghost Whisperer – Stimmen aus dem Jenseits – Marina Black als Helen Reeman
- 2013–2018: Scandal – Bellamy Young als Mellie Grant
- 2016: Castle – Anne-Marie Johnson als Mrs. Kramer
- 2018–2020: Harvey Miezen für immer! – Kelly McCreary als Dot
- 2020–2021: Ollies Rucksack – Ana Sani als Cleo Badette

## Synchronregie (Auswahl)
- 2015–2019: GLOW, Fernsehserie, Staffeln 1–3
- 2017–2021: The Kissing Booth 1–3, Filmreihe
- 2019–2020: Weihnachten zu Hause, Fernsehserie, Staffeln 1 & 2
- 2019: Der Junge, der den Wind einfing, Film
- 2019: Meine allererste Liebe, Fernsehserie, Staffeln 1 & 2
- 2019: The A List, Fernsehserie, Staffel 1
- 2020: Flugmodus, Film
- 2020: The Big Show Show, Fernsehserie, Staffel 1
- 2020: Honey Boy, Film
- 2020: Blumhouse’s Der Hexenclub, Film
- 2021–2022: Das Geheimnis von Sulphur Springs, Fernsehserie, Staffeln 1 & 2
- 2021–2023: Heels, Fernsehserie, Staffel 1 & 2
- seit 2022: Spidey und seine Super-Freunde, Fernsehserie, Staffeln 2 & 3
- 2022: Crash Landing on You, Miniserie
- 2022: Miss Fisher und die Gruft der Tränen, Film
- 2022: 20th Century Girl, Film
- 2022: It’s All Right!, Miniserie
- 2024: College Fieber, Fernsehserie, Staffel 6
- 2024: The Best Heart Attack of My Life, Miniserie
- 2025: Unsagbare Sünden, Fernsehserie, Staffel 1